# Сльозкін Петро Родіонович
Петро́ Родіо́нович Сльо́зкін  (29 липня (10 серпня) 1862, Москва — 30 листопада 1927 року) — аґроном родом з Москви, з 1897 в Києві, з 1899 — професор Київського політехнічного інституту; організатор контрольно-насінневої станції.

## Освіта, посади
1886—89 вивчав культуру бавовників у США, досліджував можливості розвитку бавовництва на Закавказзі та в Закаспійському краї, ознайомився зі станом сільського господарства Південного степу, Приволзького регіону. 1889 зарахований до штату департаменту землеробства міністерства державних маєтностей Російської імперії. Готувався до викладацької роботи, зокрема перебував за кордоном у Національному агрономічному інституті (Франція), Мюнхенському політехнічному інституті (Німеччина) та ін.
Працював під керівництвом визнаного теоретика світової агрономії І.Стебута (1833—1923). За дорученням департаменту землеробства досліджував умови хлібної торгівлі за кордоном, брав участь в організації Всесвітньої виставки в Чикаго (США). 1895—97 завідував Сочинською с.-г. та садовою дослідною станцією.
1897 заснував Контрольно-насіннєву станцію в Києві та лабораторію Київського землеробського синдикату, якими керував до 1899. Після захисту магістерської дисертації «Етюди про гумус» (Московський сільськогосподарський інститут, 1900) — екстраординарний, згодом — ординарний професор кафедри землеробства Київського політехнічного інституту, де працював до 1915. Одночасно зарахований до штату міністерства фінансів Російської імперії. Обраний членом Всеросійського академічного союзу (1905), позаштатним професором Київських вищих приватних курсів (1906—08).
Із 1908 — декан с.-г. відділення Київського політехнічного інституту. Член Наукового товариства економістів у Києві, член редколегії журналу борошномельних виробників «Русский мельник» (із 1908), співзасновник Київського агрономічного товариства (із 1909), член Ґрунтової комісії Московського товариства сільського господарства, завідувач музею товарознавства Київського комерційного інституту (до 1917).
1912—27 — зав. лабораторії с.-г. товарознавства, декан економічного факультету, член піклувальної ради, ректор Київського державного комерційного інституту (1917). Одночасно 1920—27 — професор Київського інституту народного господарства. Обирався членом с.-г. секції Київського губернського держплану. Ініціював створення крайового с.-г. і промислового музею в м. Київ. Із 1919 — член Постійної комісії для виучування природних багатств України ВУАН.

## Праці
Праці присвячені вивченню органічних речовин у ґрунті, ролі бактерій і добрив у підвищенні родючости ґрунту, аґротехніці зернових і бобових культур тощо.
Наукова спадщина С. налічує 75 монографічних видань і статей, серед них — 3-томна серія «Зернові злаки, їхнє життя та способи вирощування» (1904), «Цукровий буряк та його культура» (1908), «Польові рослини різних родин, їхні особливості та способи вирощування» (1910). Теоретичні розробки С. довели необхідність із метою підвищення продуктивності агрофітоценозів впливати не тільки на ґрунт, а й на саму рослину. Дослідження С. сприяли заснуванню в країні мережі селекційних установ. Вагомі успіхи в діяльності першої в Європі такої станції дали підстави для проведення в Харкові 1911 1-го Всеросійського з'їзду із селекції, насінництва та розповсюдження селекційного матеріалу. Згодом академік М.Вавилов назвав цей з'їзд основою становлення в країні не лише різних напрямів аграрної науки, а й генетики.
Нагороджений орденами св. Анни 3-го (1902) і 2-го ст. (1907), св. рівноапостольного кн. Володимира 4-го (1914) і 3-го ст. (1915) та Великою золотою медаллю Всерос. с.-г. виставки в Києві (1913).